# Domanów
Domanów (niem. Thomasdorf) – wieś w Polsce położona w województwie dolnośląskim, w powiecie kamiennogórskim, w gminie Marciszów, na pograniczu Gór Kaczawskich, Pogórza Wałbrzyskiego i Gór Wałbrzyskich w Sudetach.

## Podział administracyjny
W latach 1975–1998 miejscowość administracyjnie należała do województwa jeleniogórskiego.

## Położenie
Domanów leży przy drodze krajowej nr 5 (Bolków-Kamienna Góra). Na północno-zachodnich stokach Gór Wałbrzyskich (Masyw Krąglaka) znajdują się źródła Nysy Szalonej. Nad miejscowością góruje barokowy kościółek.

## Koleje
Przez wieś biegnie nieczynny obecnie szlak kolejowy z Bolkowa do Marciszowa. Budynek stacji kolejowej – Domanów Jaworski (w 1946 r. stacja nosiła nazwę Tomisławice) – nie spełnia swej pierwotnej funkcji, jest zaadaptowany na cele mieszkalne.

## Zabytki
Do wojewódzkiego rejestru zabytków wpisany jest:
- kościół filialny pw. Wniebowstąpienia Pańskiego[5], wzniesiony został w II połowie XVI wieku z wykorzystaniem murów starszej świątyni. Przebudowany w 1677 r., wielokrotnie remontowany. Obecnie jest kościołem filialnym parafii rzymskokatolickiej pw. św. Józefa Oblubieńca Najświętszej Maryi Panny w Wierzchosławicach.